# DearMoon-projekt
A dearMoon-projekt a SpaceX amerikai űripari cég vállalkozása, mely során a Holdra, vagy annak közelébe magánszemélyeket kíván juttatni, meglehetősen magas részvételi díjért. Az űrrepülést elhalasztották, majd 2024 júniusában teljesen törölték.

## Története
2017-ben a SpaceX magán űripari vállalkozás bejelentette, hogy Hold körüli utazás tervez, amelyre már a jelentkezőket is fogadta. A céldátum 2018 lett volna és a Crew Dragon űrhajó szállította volna az utasokat. Ez a terv végül nem valósult meg annak ellenére, hogy a leendő utasok már befizettek az útra. A holdturizmus egy vadonatúj elképzelés, ami teljesen megváltoztatja a magánemberek hozzáállását az űrfejlesztéshez, hiszen önmaguk is megtapasztalhatják hogy, milyen amikor az ember kilép az űrbe. Korábban már, nevezetesen 2001-től, elindult egy folyamat az űrturizmus irányába. Magyar személy is - Charles Simonyi személyében - kipróbálhatta 2007-ben a Szojuz TMA–10 fedélzetén, hogy milyen az űrben tartózkodni. A holdturizmus ennek a programnak a továbbgondolása. Az utolsó Hold-misszió 1972-ben volt, az Apollo-űrprogram keretében az Apollo–17 vitt fel emberek a Holdra, azóta csupán műholdak közelítették meg.
2018. szeptember 17-én a SpaceX bejelentette, hogy Maezava Juszaku személyében megvan az a holdturista, aki részt vesz majd 2023-ban a #dearMoon project-ben. A küldetésben a fejlesztés alatt álló BFR rakéta vett volna részt, az útja során a turistákkal megkerülte volna a Holdat, majd visszatért volna a Földre.

## Személyzet

### Elsődleges személyzet
| Beosztás             | Űrhajós                                         | Űrhajós                                         |
| -------------------- | ----------------------------------------------- | ----------------------------------------------- |
| Űrhajó parancsnok    | Maezava Júszaku Második űrrepülés               | Maezava Júszaku Második űrrepülés               |
| Küldetés specialista | Steve Aoki Első űrrepülés                       | Steve Aoki Első űrrepülés                       |
| Küldetés specialista | Tim Dodd Első űrrepülés                         | Tim Dodd Első űrrepülés                         |
| Küldetés specialista | Yemi A.D. Első űrrepülés                        | Yemi A.D. Első űrrepülés                        |
| Küldetés specialista | Rhiannon Adam Első űrrepülés                    | Rhiannon Adam Első űrrepülés                    |
| Küldetés specialista | Karim Iliya Első űrrepülés                      | Karim Iliya Első űrrepülés                      |
| Küldetés specialista | Brendan Hall Első űrrepülés                     | Brendan Hall Első űrrepülés                     |
| Küldetés specialista | Dev Dzsosi Első űrrepülés                       | Dev Dzsosi Első űrrepülés                       |
| Küldetés specialista | Cshö Szunghjon (Choi Seung-hyun) Első űrrepülés | Cshö Szunghjon (Choi Seung-hyun) Első űrrepülés |

### Tartalék személyzet

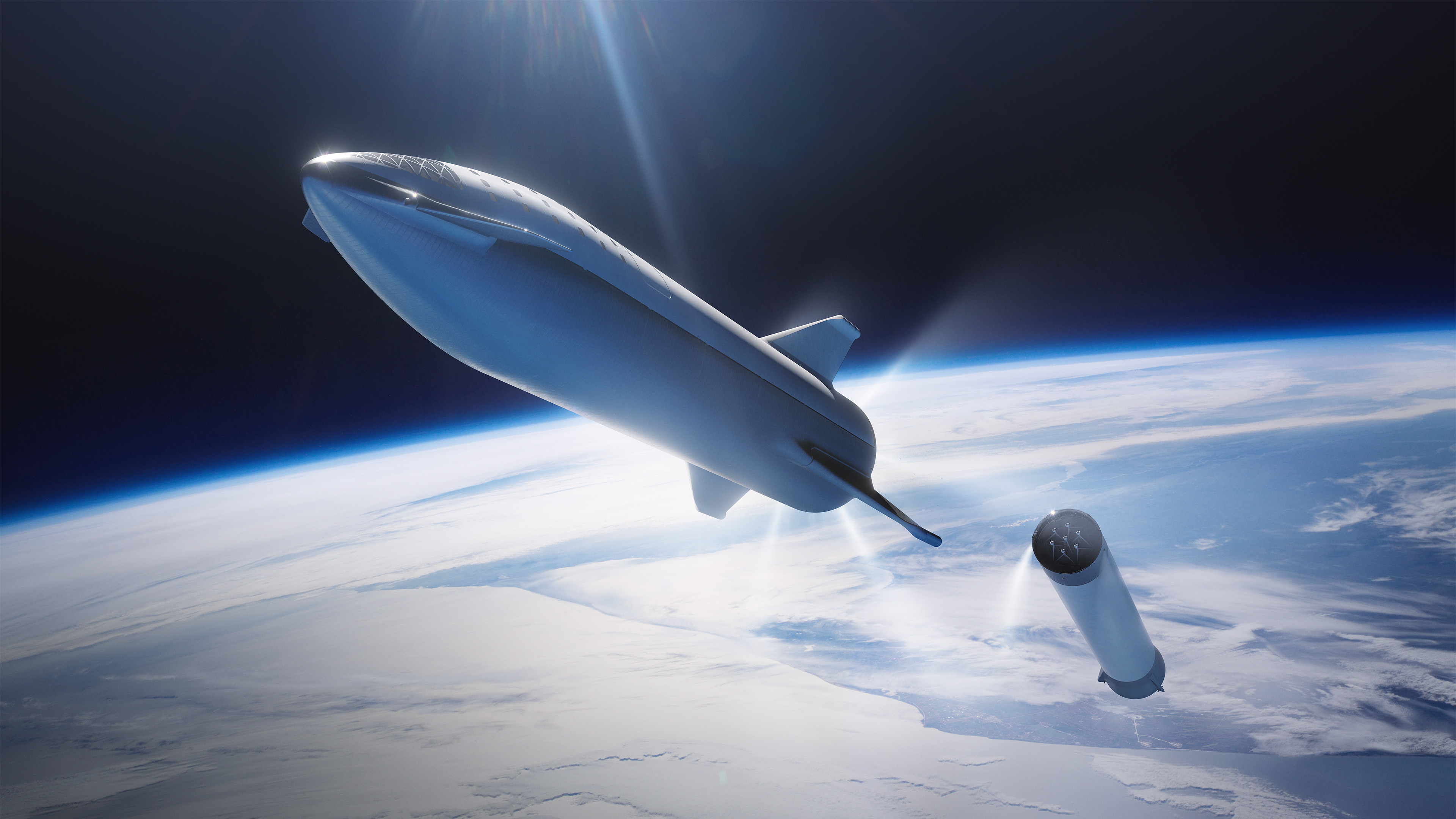
A Starship küldetése a Hold-misszióban.

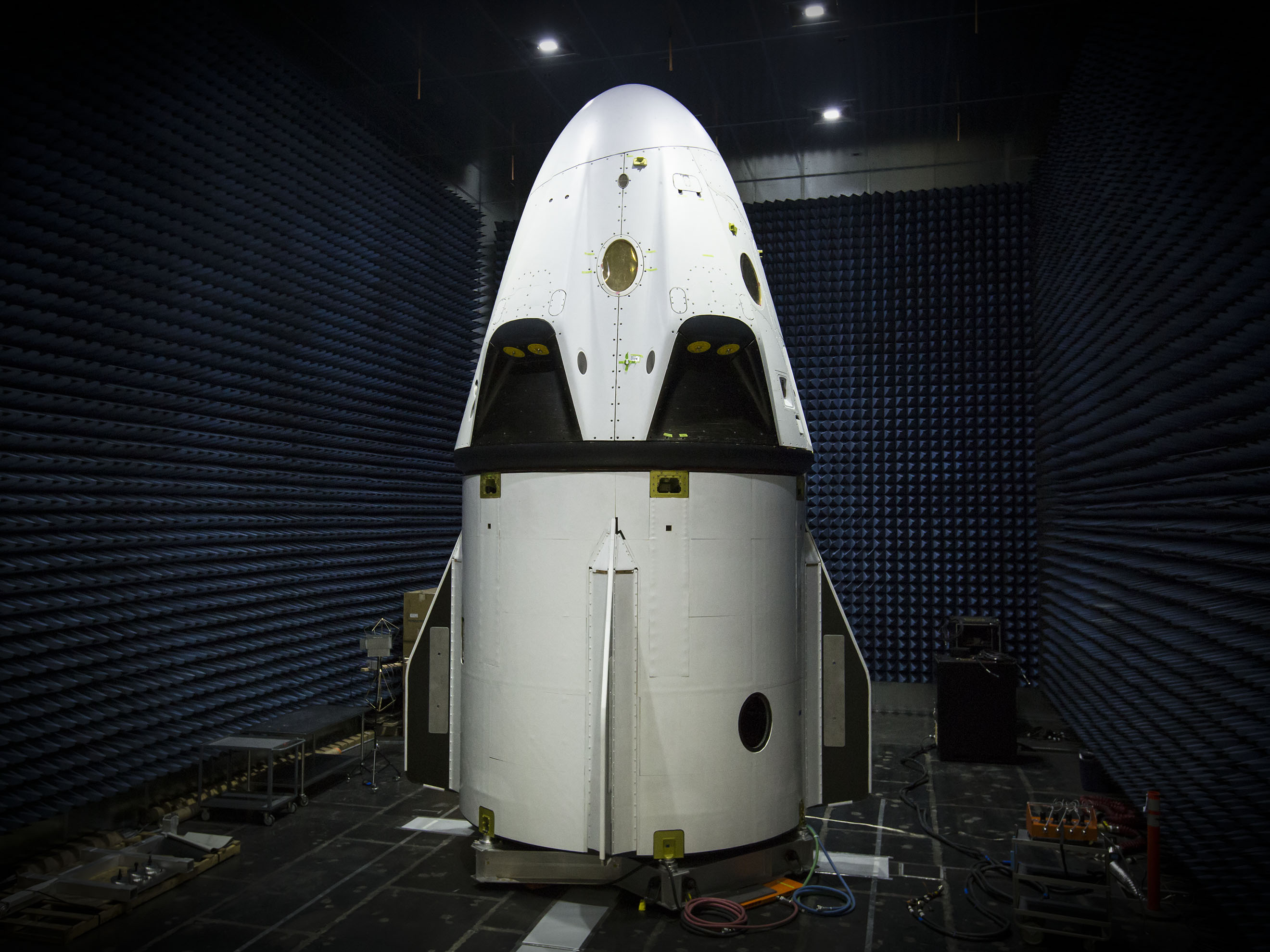
A SpaceX Crew Dragon űrhajója

| Beosztás             | Űrhajós                              | Űrhajós                              |
| -------------------- | ------------------------------------ | ------------------------------------ |
| Küldetés specialista | Kaitlyn Farrington Második űrrepülés | Kaitlyn Farrington Második űrrepülés |
| Küldetés specialista | Miju Első űrrepülés                  | Miju Első űrrepülés                  |